# 鄭優営
鄭 優営（チョン・ウヨン、韓国語: 정 우영, ラテン文字転写: Jeong Woo-yeong, 1999年9月20日 - ）は大韓民国・仁川広域市出身のプロサッカー選手。ポジションはミッドフィールダー。

## 経歴

### クラブ
2017年6月30日、ドイツのバイエルン・ミュンヘンは、仁川ユナイテッドの下部組織に所属している鄭が、2018年1月1日から4年半契約でクラブに加入することを発表した。
2018年11月27日、UEFAチャンピオンズリーグのベンフィカ戦で途中出場し、プロデビュー。2019年3月2日、リーグ第24節のボルシア・メンヒェングラートバッハ戦でブンデスリーガ初出場。
2019年6月19日、4年契約でフライブルクに移籍。2019-20シーズンは前半に何度かベンチ入りしたものの出場機会は得られず、後に古巣のバイエルンにシーズン終了までのローンで移籍し、リザーヴチームでプレイした。
フライブルクにローンバックした2020-21シーズン、開幕節から先発出場し、リーグ第11節のビーレフェルト戦でブンデスリーガ初ゴールを記録。以降はレギュラーに定着し、コンスタントに試合に出場した。
2023年7月11日、シュトゥットガルトに3年契約で移籍。2024年5月4日、リーグ第32節のバイエルン戦で、古巣を相手に移籍後初ゴールを挙げ、勝利に貢献。シュトゥットガルトがホームゲームでバイエルンに勝利したのは、2007年以来のことであった。
8月27日、ウニオン・ベルリンに1シーズンのローン移籍。負傷で離脱した時期もあったが、このシーズンの活躍がクラブに評価され、2025年5月28日、ウニオン・ベルリンに完全移籍となった。

### 代表
韓国の各世代別代表を経験しており、2020年のAFC U23アジアカップで初優勝したメンバーの一員となった。
2021年3月25日、日本との親善試合でA代表初キャップ。
2022年11月、FIFAワールドカップに臨むメンバーに選出され、グループステージのガーナ戦に出場した。
2023年、アジア競技大会で金メダルを獲得。この結果、兵役特例により通常18か月の期間が3週間に短縮されたと報じられた。

## 人物
サッカーを始める前はテコンドーを習っていた。

## 個人成績

### クラブ
| 国内大会個人成績 | 国内大会個人成績   | 国内大会個人成績 | 国内大会個人成績 | 国内大会個人成績 | 国内大会個人成績 | 国内大会個人成績 | 国内大会個人成績 | 国内大会個人成績 | 国内大会個人成績 | 国内大会個人成績 | 国内大会個人成績 |
| 年度             | クラブ             | 背番号           | リーグ           | リーグ戦         | リーグ戦         | リーグ杯         | リーグ杯         | オープン杯       | オープン杯       | 期間通算         | 期間通算         |
| 年度             | クラブ             | 背番号           | リーグ           | 出場             | 得点             | 出場             | 得点             | 出場             | 得点             | 出場             | 得点             |
| ドイツ           | ドイツ             | ドイツ           | ドイツ           | リーグ戦         | リーグ戦         | リーグ杯         | リーグ杯         | DFBポカール      | DFBポカール      | 期間通算         | 期間通算         |
| ---------------- | ------------------ | ---------------- | ---------------- | ---------------- | ---------------- | ---------------- | ---------------- | ---------------- | ---------------- | ---------------- | ---------------- |
| 2018-19          | バイエルン         | 20               | ブンデスリーガ   | 1                | 0                | -                | -                | 0                | 0                | 1                | 0                |
| 2019-20          | フライブルク       | 29               | ブンデスリーガ   | 0                | 0                | -                | -                | 1                | 0                | 1                | 0                |
| 2020-21          | フライブルク       | 29               | ブンデスリーガ   | 26               | 4                | -                | -                | 2                | 0                | 28               | 4                |
| 2021-22          | フライブルク       | 29               | ブンデスリーガ   | 32               | 5                | -                | -                | 5                | 0                | 37               | 5                |
| 2022-23          | フライブルク       | 29               | ブンデスリーガ   | 26               | 1                | -                | -                | 3                | 0                | 29               | 1                |
| 2023-24          | シュトゥットガルト | 10               | ブンデスリーガ   | 26               | 2                | -                | -                | 3                | 0                | 29               | 2                |
| 2024-25          | ウニオン・ベルリン | 11               | ブンデスリーガ   | 23               | 3                | -                | -                | 0                | 0                | 23               | 3                |
| 通算             | ドイツ             | ドイツ           | ブンデスリーガ   | 134              | 15               | -                | -                | 14               | 0                | 148              | 15               |
| 総通算           | 総通算             | 総通算           | 総通算           | 134              | 15               | 0                | 0                | 14               | 0                | 148              | 15               |

### 代表
| 韓国代表 | 国際Aマッチ | 国際Aマッチ |
| 年       | 出場        | 得点        |
| -------- | ----------- | ----------- |
| 2021     | 2           | 1           |
| 2022     | 7           | 1           |
| 2023     | 5           | 1           |
| 2024     | 7           | 1           |
| 通算     | 21          | 4           |

#### ゴール
| #  | 年月日         | 開催地                                              | 対戦国     | 勝敗 | 試合概要                               |
| -- | -------------- | --------------------------------------------------- | ---------- | ---- | -------------------------------------- |
| 1. | 2021年11月16日 | サーニー・ビン・ジャーシム・スタジアム（ カタール） | イラク     | ○3-0 | 2022 FIFAワールドカップ・アジア3次予選 |
| 2. | 2022年6月10日  | 水原ワールドカップ競技場（ 韓国）                   | パラグアイ | △2-2 | 親善試合                               |
| 3. | 2023年10月17日 | 水原ワールドカップ競技場（ 韓国）                   | ベトナム   | ○6-0 | 親善試合                               |
| 4. | 2024年1月25日  | アル・ジャヌーブ・スタジアム（ カタール）           | マレーシア | △3-3 | AFCアジアカップ2023                    |

## タイトル

### クラブ
バイエルン・ミュンヘン
- ブンデスリーガ（2018-19）[19]
- DFBポカール（2018-19）[19]

### 代表
U-23韓国代表
- AFC U23アジアカップ（2020）[14]
- アジア競技大会（2022）[17]

### 個人
- アジア競技大会 得点王（2022）